# Цзялэвэньхэ
Цзялэвэньхэ (кит. упр. 加勒万河, пиньинь Jiālèwàn hé, палл. Цзялэвань хэ) или Галван (англ. Galwan River) — река на спорном участке индо-китайской границы.
Река начинается на южных склонах Самцзунглинга, и течёт на запад по территории, которая в настоящее время контролируется Китаем, в итоге впадая в реку Шайок слева на высоте 4071 м.

## История
15 июня 2020 года на берегу реки произошла рукопашная стычка индийских и китайских пограничников, погибло 20 индийцев.